# Love Me Back (chanson de Kumi Kōda)
Pour les articles homonymes, voir Love Me Back.
Singles de Kumi Kōda
Ai wo Tomenaide
(2011) Go to the top
(2012)
Love Me Back est le 52e single de Kumi Kōda sorti sous le label Rhythm Zone le 30 novembre 2011 au Japon. Il sort au format CD et CD+DVD. Il arrive 6e à l'Oricon. Il se vend à 32 885 exemplaires la première semaine et reste classé 7 semaines pour un total de 43 290 exemplaires vendus.
Love Me Back a été utilisé comme thème d'ouverture du drama Nazotoki wa Dinner no Ato de. Love Me Back se trouve sur l'album Japonesque.

## Liste des titres
Toutes les paroles sont écrites par Kumi Kōda.
| 1. | Love Me Back         | Matthew Tishler, Liz Rodrigues            | 2:59 |
| 2. | Say Her Name         | Andre Lindal, Ina Wroldsen, Geir Hvidsten | 3:25 |
| 3. | Love Me Back (remix) | Matthew Tishler, Liz Rodrigues            | 4:04 |

DVD
1. Love Me Back (PV)
2. Love Me Back (Making-of)
3. a-nation 10th Anniversary for Life Charge‣Go! Weider in Jelly Live Video (a-nation 10th Anniversary for Life Charge‣Go! ウイダーinゼリーライブ映像)
  1. Megumi no Hito (め組のひと)
  2. Bling Bling Bling
  3. Poppin' love cocktail feat. TEEDA